# Huaxijie (köpinghuvudort i Kina, Yunnan Sheng, lat 24,08, long 103,01)
Huaxijie (kinesiska: 华溪街) är en köpinghuvudort i Kina. Den ligger i provinsen Yunnan, i den sydvästra delen av landet, omkring 120 kilometer söder om provinshuvudstaden Kunming. Antalet invånare är 13 785. Befolkningen består av 6 568 kvinnor och 7 217 män. Barn under 15 år utgör 19,0 %, vuxna 15-64 år 72 %, och äldre över 65 år 7,0 %.
Runt Huaxijie är det ganska tätbefolkat, med 139 invånare per kvadratkilometer. Närmaste större samhälle är Qingnianlu, 18,5 km nordost om Huaxijie. I omgivningarna runt Huaxijie växer huvudsakligen savannskog.
Genomsnittlig årsnederbörd är 1 039 millimeter. Den regnigaste månaden är juni, med i genomsnitt 228 mm nederbörd, och den torraste är januari, med 14 mm nederbörd.